# ㄷ
ㄷ(표준어: 디귿, 문화어: 디읃)은 한글의 자음 중 세 번째 글자이다
현대 한국어의 치경 파열음을 나타내며, 낱말 처음이나 받침에 올 경우 무성[ t⁽ʰ⁾ ], 홀소리와 홀소리 사이 혹은 유성 자음 앞뒤에서는 유성[ d ]이 되며, 어말이나 다른 닿소리 앞에 오면 치경 불파음[ t ̚ ]이 된다.
현대 한국어에서는 치경 파열음으로 소리나지만 뒤따르는 종속적인 형식 형태소의 모음이 ㅣ일 경우 구개음화하여 ㅈ과 같이 소리난다. 낱말 처음이나 받침에 올 경우 안울림소리, 낱말 중간 울림소리 사이에 올 경우 울림소리가 된다.
훈민정음에 따르면 ㄷ이 나타내는 소리는 혓소리며, ㄴ에 획을 더해서 만들어졌다.

## 훈민정음
| “ | "ㄷ·ᄂᆞᆫ·혀쏘·리니斗:드ᇢㅸ字·ᄍᆞᆼ·처ᅀᅥᆷ·펴·아·나ᄂᆞᆫ소·리·ᄀᆞᄐᆞ·니 ᄀᆞᆯ·ᄫᅡ·쓰·면覃땀ㅂ字·ᄍᆞᆼ·처ᅀᅥᆷ·펴·아·나ᄂᆞᆫ소·리·ᄀᆞ·ᄐᆞ니·라" | ” |
|   | — 훈민정음 언해본 <초성해>                                                                                        |   |

ㄷ는 혓소리이니 '斗(두)'자를 처음 펴서 나는 소리 같으니

나란히 쓰면 '覃(담)'자 처음 펴서 나는 소리 같으니라.

## 코드값
| 종류                  | 종류           | 글자 | 유니코드 | HTML     |
| --------------------- | -------------- | ---- | -------- | -------- |
| 한글 호환 자모        | 한글 호환 자모 | ㄷ   | U+3137   | &#12599; |
| 한글 자모 영역        | 첫소리         | ᄃᅠ   | U+1103   | &#4355;  |
| 한글 자모 영역        | 끝소리         | ᅟᅠᆮ   | U+11AE   | &#4526;  |
| 한양 사용자 정의 영역 | 첫소리         |   | U+F790   | &#63376; |
| 한양 사용자 정의 영역 | 끝소리         |   | U+F880   | &#63616; |
| 반각                  | 반각           | ﾧ    | U+FFA7   | &#65447; |

## 같이 보기
- ㄸ
- 한글